# أحمد مناجد
أحمد مناجد عباس (من مواليد 13 ديسمبر 1978 في الفلوجة في العراق)، لاعب كرة قدم عراقي.
لعب مع نادي الطلبة العراقي سبقها فترة احترافية في كل من البحرين ولبنان واخرها نادي الأنصار اللبناني. بدأ باللعب مع منتخب العراق لكرة القدم في عام 2000 منذ بطولة كأس آسيا للشباب ومع المنتخب الأولمبي في اولمبياد اثينا 2004، وكان ضمن الفريق الفائز في كأس آسيا 2007.